# Вила Петроза
Вила Петроза је насеље у Италији у округу Катанија, региону Сицилија.
Према процени из 2011. у насељу је живело 30 становника. Насеље се налази на надморској висини од 98 м.